# María Tamara Raya Rodríguez
María Tamara Raya Rodríguez (27 d'agost de 1972) és una política espanyola membre del PSOE. És diputada per Santa Cruz de Tenerife des del 12 de gener de 2016 per les XI i XII legislatures.

## Biografia

### Professió
És diplomada en Ciències empresarials per la Universitat de La Laguna i màster en direcció i administració d'empreses.

### Carrera política
És consellera municipal del municipi de Puerto de la Cruz. El 20 de desembre de 2015 va ser triada diputada per Santa Cruz de Tenerife al Congrés dels Diputats i reelegida en 2016.